# Јавор (часопис)
Јавор : лист за забаву и поуку је часопис везан за књижевност. Период излажења овог часописа је од 1862. године до 1893. године. Издаје и уређује га Јован Јовановић Змај.

## О часопису
Јавор је током дужег периода излажења био један од значајних српских књижевних часописа. Сарадници су биле угледне личности из Србије и Војводине. Покретачи и стални чланови су били Јован Јовановић Змај, Јован Бошковић, Милан Јовановић, Лаза Костић, Коста Трифковић, Антоније Хаџић. Први број је изашао јануара 1862. године, а последњи априла 1863. године. У том броју уредник обавештава читаоце да Јавор престаје да излази и уступа место Даници. После једанаест година, тачније 2. јануара 1874. године Јован Јовановић заједно са Костом Трифковићем и Илијом Огњановићем поново покреће Јавор. Последњи број излази 1. новембра 1893. године. Уредник Д. Живаљевић

### Промене поднаслова
До промене поднаслова дошло је од броја један 1874. године. Тада је поднаслов био лист за забаву, поуку и књижевност.

### Периодичност излажења
Лист је излазио 5, 15. и 25. дана сваког месеца, а од 1876. године сваке недеље.

## Теме
У Јавору су објављивани прозни, поетски и драмски књижевни текстови. Осим књижевних текстова Јавор је објављивао и бројне научне чланке из области историје, географије, етнографије, физике, астрономије, хемије, медицине, педагогије.

### Рубрике
- Листићи

## Уредници
Први уредник је био Јован Јовановић Змај. Илија Огњановић Абуказем је уређивао часопис од 1889. до 1892. године, а од 1893. Данило Живаљевић.

## Штампарија
Лист Јавор штампан је у Новом Саду, а само последње, 1893. године, у Земуну.

## ИзЈавора
| „ | Oдговори: Декојима, који нас питаше, зашто не одговарамо на пресуду "Гласоноше" о "Јавору". Критичар куди нам само језик, а да се ми оданде, а нарочито од истог г. језику нашем учити не можемо, то ће сваки увидети. Та де има више ачења, више германизама, и то какви, него у часописи латиницом писани. Напоследак и да је какве недоследности у Јавору, није наша кривица, ми прилоге бар врснији наши списатеља, штампамо онако како нам пошаљу. | ” |

## Галерија
- Насловна страна Јавора, 1862, број 5
- Листићи, Јавор, 1862, страна 39
- Насловна страна Јавора, 1862, број 6
- Насловна страна Јавора, 1893, број 4-5